# Vì một Thế giới ngày mai
"Vì một Thế giới ngày mai" (tiếng Anh: "For the World of Tomorrow") là bài hát chính thức tại Đại hội Thể thao Đông Nam Á 2003, kỳ SEA Games đầu tiên được tổ chức tại Việt Nam. Ca khúc do nhạc sĩ Nguyễn Quang Vinh soạn nhạc và soạn lời Việt, Bùi Nhật Quang cùng Elka Ray soạn lời Anh và được xuất hiện lần đầu tiên tại lễ bế mạc Đại hội Thể thao Đông Nam Á 2001, khi Việt Nam nhận lá cờ Liên đoàn Thể thao Đông Nam Á từ nước chủ nhà Malaysia để thực hiện quyền đăng cai tổ chức kỳ SEA Games tiếp theo. Bài hát sau đó một lần nữa được biểu diễn tại lễ bế mạc Đại hội Thể thao Đông Nam Á 2019 ở Philippines.

## Lời Tiếng Anh
Ngoài bản tiếng Việt, bài hát còn có phần lời bằng tiếng Anh do dịch giả Bùi Nhật Quang và bà Elka Ray (bà là người Canada - cố vấn tiếng Anh của tạp chí Hàng Không VN- Heritage) viết. Ca khúc theo đó cũng có tên tiếng Anh là "For the World of Tomorrow".
Trong quá trình Việt Nam chuẩn bị cho SEA Games 22, phần lời (cả tiếng Việt và tiếng Anh) của bài hát đã được sửa đổi nhiều lần trước khi đi đến thống nhất. Lời Tiếng Anh do Bùi Nhật Quang và Elka Ray viết nhận lại nhiều sự phản đối từ dư luận. Theo lời của nhạc sĩ Trần Quang Vinh, lời Tiếng Anh sẽ phải được dịch giả lão thành Dương Tường rà soát lại lần cuối rồi mới chính thức công bố, nhạc sĩ mong mọi người đừng quá quan tâm đến từng chi tiết nhỏ nhặt, đừng quá nghiêm khắc với tác giả, người phiên dịch và ca sĩ thể hiện. Tuy nhiên vào ngày 30 tháng 11 năm 2003, BTC đã công bố lời Tiếng Anh chính thức nhưng vẫn là bản gốc mà Bùi Nhật Quang và Elka Ray viết mà không hề được rà soát lại bởi dịch giả Dương Tường, mặc dù theo báo Thanh Niên, Lao Động ngày 07 tháng 11 năm 2003 công bố rằng lời được chỉnh sửa bởi dịch giả Dương Tường là lời ưng ý nhất của tác giả Quang Vinh và đã trình lên Thủ Tướng phê duyệt, công bố chính thức, khiến cho dư luận chỉ trích.